# Louis Giscard d’Estaing
Louis Giscard d’Estaing (ur. 20 października 1958 w Paryżu) – francuski polityk i samorządowiec, parlamentarzysta. Syn Valéry’ego Giscarda d’Estaing (prezydenta Francji z lat 1974–1981).

## Życiorys
Pracował w firmie LVMH, koncernie z branży dóbr luksusowych. Działalność polityczną rozpoczął w latach 90., przystępując do Unii na rzecz Demokracji Francuskiej. Od 2002 należał do powstałej m.in. na bazie części UDF Unii na rzecz Ruchu Ludowego.
W 2002 został deputowanym do Zgromadzenia Narodowego z trzeciego okręgu wyborczego w departamencie Puy-de-Dôme, z którego dotąd (nieprzerwanie od 1986) przez cztery kadencje posłował jego ojciec. Zajmował stanowisko zastępcy mera Chamalières (miejscowości w latach 1967–1974 zarządzanej przez ojca). W 2005 został burmistrzem tej miejscowości, co miało miejsce w trakcie kadencji po śmierci urzędującego mera. Reelekcję uzyskiwał w 2008, 2014 i 2020.
W 2015 i 2021 wybierany na radnego regionu Owernia-Rodan-Alpy.
W wyborach w 2007 odnowił mandat poselski, nie utrzymał go jednak w 2012, przegrywając z Danielle Auroi. Dołączył następnie do Unii Demokratów i Niezależnych